# 瑜伽熊秀
《瑜伽熊秀》（英語：The Yogi Bear Show），是一套由1961年1月至1962年1月間，於美國播放的動畫。由汉纳-巴伯拉制片公司所創作。瑜伽熊系列第一作。

## 評價
常識媒體給電視戲四星（滿分五星）的評價。

## 外部連結
- The Cartoon Scrapbook （页面存档备份，存于）
- 互联网电影数据库（IMDb）上《瑜伽熊秀》的资料（英文）